# فایدون پرس
فایدون پرس (انگلیسی: Phaidon Press) شرکت انتشارات اتریشی است، که در سال ۱۹۲۳ تأسیس شد.